# Großer Roetpfuhl
Der Große Roetpfuhl ist ein See bei der Ortschaft Karlsruh im Landkreis Vorpommern-Greifswald in Mecklenburg-Vorpommern.
Das etwa einen Hektar große Gewässer befindet sich im Gemeindegebiet von Fahrenwalde, einen Kilometer nordwestlich des Ortszentrums von Karlsruh. Der See hat keine natürlichen Zu- oder Abflüsse. Die maximale Ausdehnung des Großen Roetpfuhles beträgt etwa 140 mal 80 Meter.